# Latiromitra cryptodon
Latiromitra cryptodon is een slakkensoort uit de familie van de Ptychatractidae. De wetenschappelijke naam van de soort is voor het eerst geldig gepubliceerd in 1882 door P. Fischer.